# Wichit Kongsinkaew
Wichit Kongsinkaew (thailändisch วิชิต กองสินแก้ว; * 28. Mai 2001) ist ein thailändischer Fußballspieler.

## Karriere
Wichit Kongsinkaew stand von mindestens Mitte 2022 bis Dezember 2024 beim Rasisalai United FC unter Vertrag. Mit dem Verein spielte er in der North/Eastern Region der dritten Liga. Im Januar 2025 wechselte er bis Saisonende zum ebenfalls in der North/Eastern Region spielenden Yasothon FC. Für den Verein aus Yasothon bestritt er neun Ligaspiele. Im Sommer 2025 kehrte er zu seinem ehemaligen Verein Rasisalai United zurück. Der stieg am Ende der Saison 2024/25 in die zweite Liga auf. Sein Zweitligadebüt gab Kongsinkaew am 17. August 2025 (1. Spieltag) im Heimspiel gegen den Nongbua Pitchaya FC. Bei dem 3:2-Heimerfolg wurde er in der 90.+10' Minute für Supab Muengchan eingewechselt.